# Йохан Даниел фон Бартенслебен
Йохан Даниел фон Бартенслебен (на немски: Johann Daniel von Bartensleben; * 27 април 1633 във Волфсбург; † 30 март 1689 във Волфсбург) е благородник от род Бартенслебен, господар на дворец Волфсбург в Долна Саксония.
Той е единствен син на Ахац фон Бартенслебен († 25 юни 1636) и съпругата му Катарина Доротея фон Котце (1601 – 1670), дъщеря на Ханс фон Котце (1546 – 1616) и Анна фон Бартенслебен († 1604), дъщеря на Якоб фон Бартенслебен († 1590) и Урсула фон дер Шуленбург (1545 – 1608). Внук е на Гюнтер X фон Бартенслебен (1558 – 1597) и София фон Велтхайм (1574 – 1613), дъщеря на Ахац фон Велтхайм (1538 – 1588) и Маргарета фон Залдерн (1545 – 1615).
Внучка му Анна Аделхайд Катарина фон Бартенслебен (* 20 октомври 1699, Волфсбург; † 18 април 1756, Волфсбург) е 1742 г. единствена наследница на фамилията Бартенслебен с дворец Волфсбург.

## Фамилия
Йохан Даниел фон Бартенслебен се жени на 2 декември 1662 г. в Бартенслебен за Анна Аделхайд фон Велтхайм (* 27 юли 1631, Бартенслебен; † 1 май 1706, Волфсбург), дъщеря на Хайнрих Юлиус фон Велтхайм (1596 – 1651) и София фон Алвенслебен (1595 – 1638). Те имат три деца:
- Доротея Анна фон Бартенслебен (1666 – 1710), омяжена на 16 ноември 1702 г. за Бодо Дитрих фон Алвенслебен (* 1669; † 23 юни 1719), господар в Клостерроде, син на Йоахим Вернер II фон Алвенслебен († 1679) и Мета Сузана фон Боденхаузен (1631 – 1673)
- Гебхард Вернер фон Бартенслебен (* 17 февруари 1675, Волфсбург; † 6 юли 1742, Волфсбург), женен на 28 декември 1697 г. в Радис за Анна Елизабет фон Боденхаузен (* 18 юли 1678, Радис; † 1 септември 1752, Волфсбург); имат дъщеря:
  - Анна Аделхайд Катарина фон Бартенслебен (* 20 октомври 1699, Волфсбург), 1742 г. единствена наследница на фамилията Бартенслебен с дворец Волфсбург, омъжена на 25 септември 1718 г. във Волфсбург за генерал-лейтенант граф Адолф Фридрих фон дер Шуленбург (1685 – 1741)
- Катерина София фон Бартенслебен († 23 април 1725), омъжена на 13 февруари 1698 г. във Волфсбург за Гебхард Йохан II фон Алвенслебен (* 23 ноември 1642, Еркслебен; † 1 август 1700, Брауншвайг), син на Йоахим III фон Алвенслебен (1612 – 1645) и Еренгард фон дер Шуленбург (1611 – 1677)